# Cosmologia física

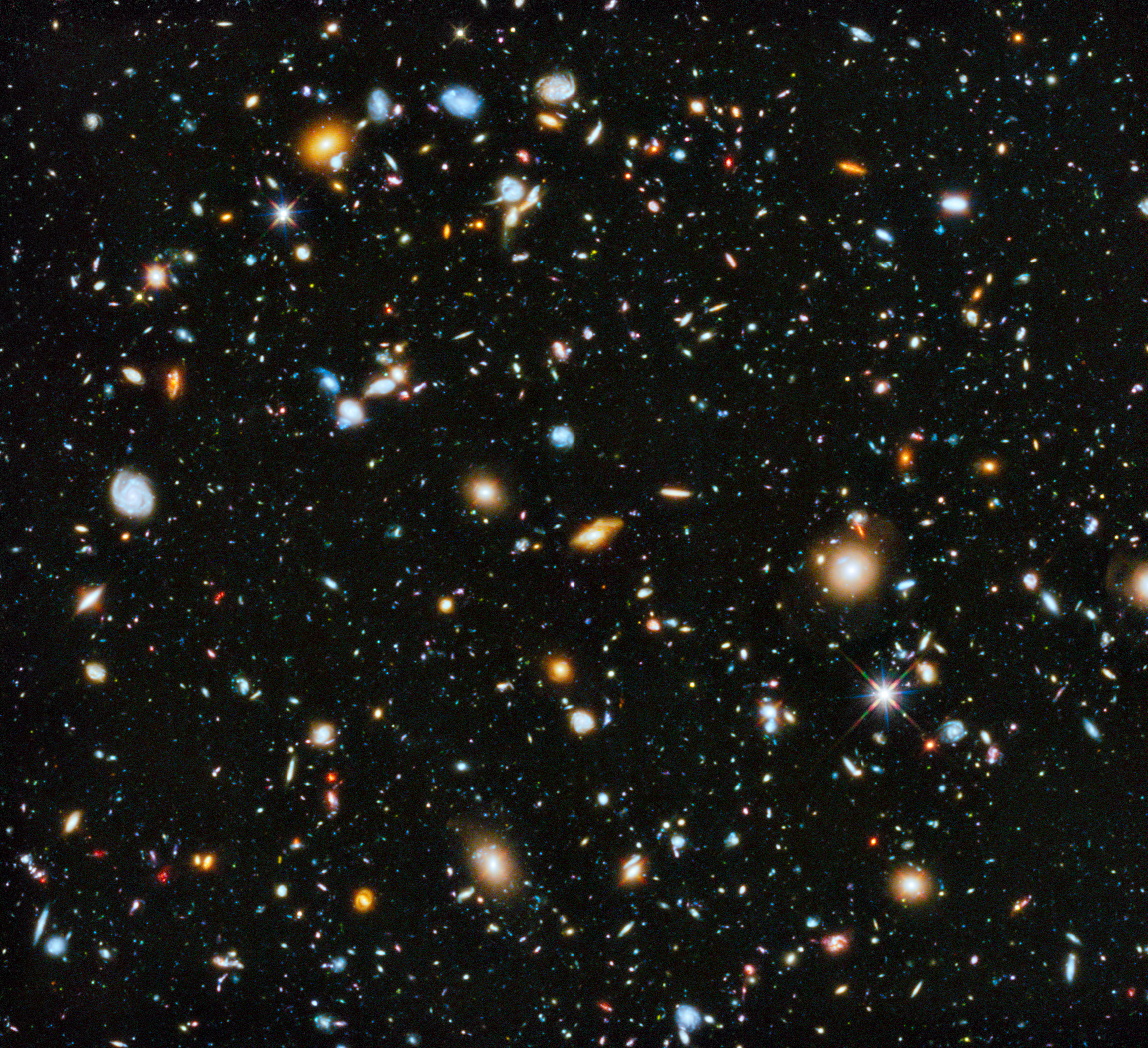
Hubble Ultra Deep Field, mostrando inúmeras galáxias distantes

A cosmologia física é o ramo da cosmologia que estuda as maiores estruturas e a dinâmica do universo e questões fundamentais sobre sua origem, estrutura, evolução e destino final. Na maior parte da história humana, este foi um ramo da metafísica e religião. A cosmologia como uma ciência originou-se com o princípio copernicano, que implica que corpos celestes seguem leis físicas idênticas às da Terra, e a mecânica clássica, que permitiu a compreensão de tais leis. A cosmologia física, como é compreendida agora, começou com o desenvolvimento em 1915 da teoria da relatividade geral de Albert Einstein, seguida por grandes descobertas observacionais na década de 1920: a descoberta por Edwin Hubble de que o universo contém um grande número de galáxias externas além da Via Láctea, e estudos por Vesto Slipher e outros que mostraram que as galáxias estão se afastando da Terra. Isso significa que o universo está se expandindo e levou ao desenvolvimento do modelo do Big Bang por Georges Lemaître.
Inicialmente a comunidade científica estava dividida entre o Big Bang e o modelo do estado estacionário. O desenvolvimento da teoria da nucleossíntese primordial na década de 1940 e a descoberta da radiação cósmica de fundo na década de 1960 levaram a apoio generalizado ao modelo do Big Bang. Grandes avanços na cosmologia observacional foram feitos a partir da década de 1990, incluindo medições precisas da radiação cósmica de fundo e observações de galáxias e quasares distantes, levando ao desenvolvimento de um modelo padrão de cosmologia. Nesse modelo o universo contém grandes quantidades de matéria escura e energia escura, cuja natureza é desconhecida, mas o modelo faz previsões detalhadas que estão em grande concordância com as observações.
A cosmologia baseia-se fortemente em áreas de pesquisas diversas de física teórica e aplicada. Áreas relevantes para a cosmologia incluem a física de partículas, astrofísica teórica e observacional, relatividade geral, mecânica quântica, e física de plasma.

## História
A cosmologia moderna se desenvolveu simultaneamente por teoria e observação. Em 1916, Albert Einstein publicou sua teoria da relatividade geral, que forneceu uma descrição unificada da gravidade como uma propriedade geométrica do espaço e tempo. Einstein era um adepto do modelo de um universo estático, mas descobriu que sua formulação original da teoria não permitia isso, pois a força da gravidade tenderia a aproximar a matéria do universo. Ele então percebeu que suas equações permitiriam um universo estático se fosse introduzido um termo constante para contrabalancear a força atrativa da gravidade, chamado de constante cosmológica, e publicou seu primeiro artigo em cosmologia relativística em 1917. No entanto, o modelo de Einstein de um universo estático, em que o espaço é finito e sem bordas (análogo à superfície de uma esfera, que tem área finita mas não tem bordas), é suscetível a pequenas perturbações e deve eventualmente começar a se expandir ou contrair. Mais tarde foi descoberto que o modelo de Einstein era apenas uma possível solução dentre várias, todas consistentes com a relatividade geral e com o princípio cosmológico. As soluções cosmológicas da relatividade geral foram encontradas por Alexander Friedmann na década de 1920. Suas equações descrevem o universo de Friedmann-Lemaître-Robertson-Walker, que pode se expandir ou contrair, e cuja geometria pode ser aberta, plana ou fechada.
Na década de 1910, Vesto Slipher descobriu o desvio para o vermelho de nebulosas espirais e interpretou isso como um deslocamento Doppler indicando que elas estavam se afastando da Terra. Como a distância a essas nebulosas espirais eram desconhecidas, os astrônomos da época não sabiam que elas eram na verdade outras galáxias além da Via Láctea, e não discutiram a interpretação cosmológica do desvio para o vermelho. Em 1927, o padre belga Georges Lemaître descobriu de forma independente as equações de Friedmann–Lemaître–Robertson–Walker e propôs, com base na recessão das nebulosas espirais, que o universo começou com uma "explosão" de um "átomo primitivo"—o que foi mais tarde chamado de Big Bang. Em 1929, Edwin Hubble forneceu a base observacional para a teoria de Lemaître. Hubble mostrou que as nebulosas espirais eram galáxais além da Via Láctea, ao medir a distância até elas medindo o brilho de variáveis Cefeidas. Ele descobriu uma relação entre o desvio para o vermelho de uma galáxia e sua distância, a lei de Hubble, e interpretou isso como evidência de que as galáxias estão se afastando da Terra em todas as direções em velocidades proporcionais a suas distâncias.
Devido ao princípio cosmológico, a lei de Hubble sugere que o universo está expandindo. Duas explicações foram propostas para essa expansão. Uma era a teoria do Big Bang de Lemaître, defendida e desenvolvida por George Gamow. A outra explicação era o modelo do estado estacionário de Fred Hoyle, em que nova matéria é criada conforme as galáxias se afastam umas das outras. Nesse modelo, o universo é aproximadamente igual em qualquer momento de tempo.
Por muitos anos, o apoio a essas teorias era dividido, mas ao longo dos anos evidências observacionais fortaleceram a ideia que o universo evoluiu de um estado quente e denso. A descoberta da radiação cósmica de fundo em 1965 levou a apoio generalizado ao modelo do Big Bang, e desde as medições precisas da radiação cósmica de fundo pelo satélite COBE na década de 1990, poucos cosmólogos têm defendido seriamente outras hipóteses para a origem e evolução do universo. Uma consequência do modelo do Big Bang é que na relatividade geral, o universo começou com uma singularidade, como demonstrado por Roger Penrose e Stephen Hawking na década de 1960.

## Áreas de estudo

### Universo inicial
O universo inicial parece ser bem explicado pelo Big Bang a partir do tempo de 10−33 segundos, mas existem vários problemas. Um problema é que não existe explicação, usando a física de partículas atual, para o universo ser plano, homogêneo e isotrópico (o princípio cosmológico). Além disso, teorias de unificação da física de partículas sugerem que deveriam existir monopolos magnéticos no universo, os quais não foram encontrados. Esses problemas são resolvidos por um curto período de inflação cósmica, que torna o universo plano, anula as anisotropias e não homogeneidades até o nível observado, e dilui exponencialmente os monopolos. O modelo físico por trás da inflação cósmica é muito simples, mas ele não foi confirmado pela física de partículas, e existem dificuldades para conciliar a inflação cósmica com a teoria quântica de campos. Alguns cosmólogos defendem teoria das cordas e cosmologia de branas como alternativas à inflação.
Outro grande problema na cosmologia é o que fez o universo possuir muito mais matéria que antimatéria. Os cosmólogos podem inferir observacionalmente que o universo não é dividido em regiões de matéria e antimatéria; se fosse, haveria produção de raios X e raios gama como resultado da aniquilação, o que não é observado. Portanto, algum processo no universo inicial deve ter criado um pequeno excesso de matéria em relação a antimatéria, um processo não bem entendido chamado de bariogênese. Três condições necessárias para bariogênese foram derivadas por Andrei Sakharov em 1967, requerindo uma violação da simetria da física de partículas, chamada simetria CP, entre matéria e antimatéria. Os aceleradores de partículas, no entanto, medem uma violação da simetria CP pequena demais para ser responsável pela assimetria de bárions. Cosmólogos e físicos de partículas buscam por outras violações da simetria CP no universo inicial, que poderia gerar a assimetria de bárions.

### Nucleossíntese primordial
A nucleossíntese primordial, ou nucleossíntese do Big Bang, é a teoria que explica a formação dos elementos no universo inicial. Ela acaba quando o universo tinha três minutos de idade e sua temperatura caiu abaixo do ponto em que fusão nuclear pode ocorrer. A nucleossíntese primordial só ocorreu por um período de tempo muito curto, então apenas os elementos mais leves foram produzidos. A partir de íons de hidrogênio (prótons), foram produzidos principalmente deutério, hélio-4 e lítio. A teoria básica de nucleossíntese foi desenvolvida em 1948 por George Gamow, Ralph Alpher e Robert Herman. Ela foi usada por muitos anos para examinar a física na época do Big Bang, já que a teoria de nuclessíntese primordial conecta a abundância de elementos leve com as características do universo inicial. Especificamente, ela pode ser usada para testar o princípio da equivalência, para estudar matéria escura, e para testar a física de neutrinos. Já foi proposto que a nucleossíntese do Big Bang sugere a presença de um quarta espécie de neutrinos, chamados neutrinos estéreis.

### Modelo padrão da cosmologia
O modelo ΛCDM (Lambda cold dark matter, "lambda-matéria escura fria") ou Lambda-CDM é uma parametrização do modelo cosmológico do Big Bang em que o universo contém uma constante cosmológica associada a energia escura, denotada Lambda (Λ, no alfabeto grego), e matéria escura fria. Ele é frequentemente referido como o "modelo padrão" da cosmologia do Big Bang.

### Radiação cósmica de fundo

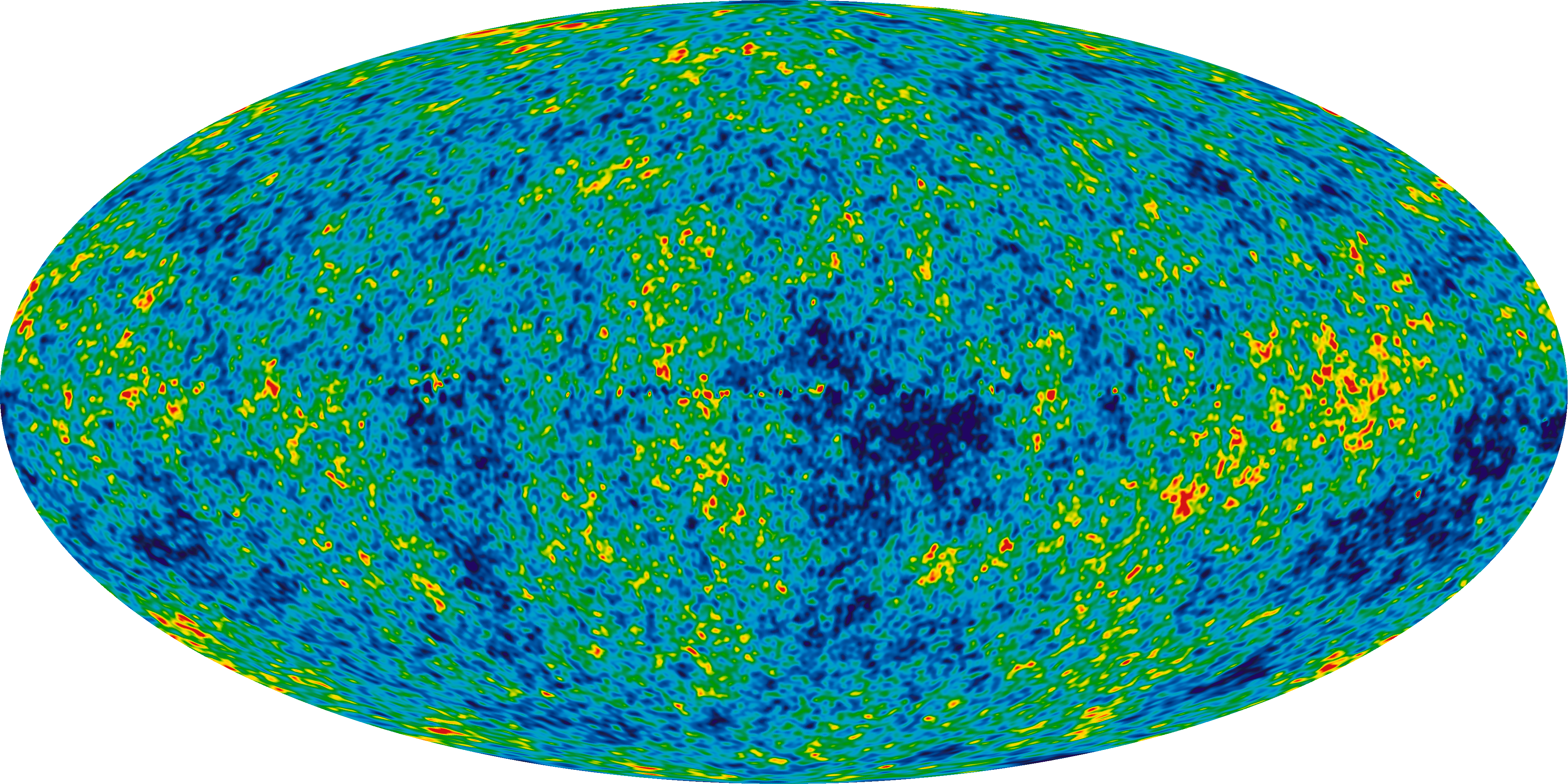
Imagem da radiação cósmica de fundo criada a partir de nove anos de dados do WMAP.

A radiação cósmica de fundo é radiação deixada pelo desacoplamento de fótons após a recombinação, quando os primeiros átomos neutros se formaram. Nesse momento, radiação produzida no Big Bang acabou com o espalhamento de Thomson de íons carregados. A radiação, primeiramente observada em 1965 por Arno Penzias e Robert Woodrow Wilson, tem um espectro termal de corpo negro perfeito. Ela tem uma temperatura de 2,7 kelvins e é isotrópica ao nível de uma parte em 105. A teoria de perturbação cosmológica, que descreve a evolução de pequenas não homogeneidades no universo inicial, permitiu aos cosmólogos calcular precisamente a densidade espectral angular da radiação, e ela tem sido medida por satélites como o COBE e WMAP e por experimentos em terra ou por balões como o Degree Angular Scale Interferometer, Cosmic Background Imager, e Boomerang. Um dos objetivos dessas observações é medir os parâmetros básicos do modelo Lambda-CDM com alta precisão, e também testar as previsões do modelo do Big Bang e procurar novos fenômenos físicos. Os resultados das observações feitas pelo WMAP, por exemplo, colocaram limites na massa dos neutrinos.
Novos experimentos, como o QUIET e o Atacama Cosmology Telescope, estão tentando medir a polarização da radiação cósmica de fundo. Essas medidas devem fornecer confirmação adicional ao modelo e informações sobre a inflação cósmica e as anisotropias secundárias, como o efeito Siunyáiev-Zeldóvich e efeito Sachs-Wolfe, causados por interações de galáxias e aglomerados de galáxias com a radiação cósmica de fundo.

### Formação e evolução de estruturas em larga escala
Entender a formação e evolução das maiores e primeiras estruturas do universo (quasares, galáxias, aglomerados e superaglomerados) é um dos maiores objetivos da cosmologia. Os cosmólogos estudam um modelo formação estrutural hierárquica em que as primeiras estruturas formadas são menores, equanto os maiores objetos, como os superaglomerados, ainda estão sendo formados. Uma forma de estudar a estrutura do universo é catalogar as galáxias visíveis, de modo a construir um mapa tridimensional das galáxias no universo e medir a concentração de matéria. Essa é a abordagem do Sloan Digital Sky Survey e do 2dF Galaxy Redshift Survey.
Outra ferramenta para entender a formação de estruturas são as simulações, usadas por cosmólogos para estudar a agregação gravitacional de matéria no universo, que leva à formação de filamentos, superaglomerados e vazios. A maioria das simulações contêm apenas matéria escura fria, não bariônica, o que é considerado suficiente para entender o universo nas maiores escalas, já que existe muito mais matéria escura que matéria visível (bariônica). Simulações mais avançadas estão começando a incluir bárions e estudar a formação de galáxias individuais. Os cosmólogos usam essas simulações para comparar com os dados observacionais dos catálogos de galáxias, revelando possíveis discrepâncias.
Outras observações complementares para medir a distribuição de matéria no universo e estudar a reionização incluem:
- A floresta Lyman-alfa, uma série de linhas de absorção Lyman-alfa no espectro de objetos distantes, que permite aos cosmólogos medir a distribuição de gás hidrogênio neutro no universo inicial, a partir da absorção da luz de quasares distantes.[37]
- A linha de absorção de hidrogênio atômico neutro a 21 centímetros também possibilita testes de cosmologia.[38]
- Lente gravitacional fraca, a distorção de uma imagem distante por lente gravitacional devido a matéria escura.[39]

### Matéria escura

Ilustração da curva de rotação de uma galáxia espiral típica. 'A' é a curva prevista, 'B' é a observada. A discrepância pode ser explicada por um halo de matéria escura.

Evidências do nucleossíntese primordial, radiação cósmica de fundo, formação de estruturas e curva de rotação de galáxias sugere que cerca de 23% da massa do universo consiste em matéria não bariônica, chamada matéria escura, enquanto apenas 4% consistem em matéria bariônica visível. Os efeitos gravitacionais de matéria escura são bem entendidos; ela se comporta como um fluido frio, não radioativo que forma halos em torno de galáxias. Matéria escura nunca foi detectada diretamente, e natureza física da matéria escura permanece completamente desconhecida. Sem evidências observacionais, existem vários candidatos, como uma partícula supersimétrica estável, uma partícula massiva que interage fracamente, um áxion, e objetos compactos massivos do halo. Alternativas à hipóteses de matéria escura incluem uma modificação da gravidade em acelerações baixas (MOND) ou um efeito da cosmologia de branas.

### Energia escura
Se o universo for plano, deve existir um componente adicional que compõem 73% (além dos 23% de matéria escura e 4% de bárions) da densidade de energia do universo—a chamada energia escura. Para não interferir com a nucleossíntese do Big Bang e com a radiação cósmica de fundo, ela não deve se aglomerar em halos como os bárions e a matéria escura. Existem fortes evidências observacionais para a existência da energia escura, já que a densidade de energia total do universo é conhecida por observações da forma do universo, e a quantidade de matéria medida é muito menor que isso. A hipótese da energia escura foi fortalecida em 1999, quando observações de supernovas distantes mostraram que a expansão do universo está gradualmente acelerando.
Além de suas propriedades de densidade e aglomeração, nada se sabe sobre a energia escura. A teoria quântica de campos prevê uma constante cosmológica assim como a energia escura, mas 120 ordens de magnitude maior que o observado. Steven Weinberg e alguns defensores da teoria das cordas propuseram um princípio antrópico fraco: a razão para o universo possuir uma constante cosmológica tão pequena é que não existiria vida em um universo com uma constante cosmológica maior. Muitos cosmólogos acham essa explicação insatisfatória: como o princípio antrópico fraco é auto-evidente (como existe vida, deve haver pelo menos um universo com uma constante cosmológica que permite a existência de vida) ele não busca explicar o contexto que levou o universo a possuir essa constante cosmológica.
Outras explicações possíveis para a energia escura incluem quintessência ou uma modificação da gravidade nas maiores escalas.
Um melhor entendimento da energia escura provavelmente solucionará o problema do destino final do universo. Na época cosmológica atual, a expansão acelerada devido à energia escura está evitando a formação de estruturas maiores que superaglomerados. Não se sabe se a aceleração vai continuar indefinidamente causando o Big Rip, ou causar o esfriamento do universo, ou se a expansão vai reverter e seguir outro cenário.

### Ondas gravitacionais

Primeira detecção de ondas gravitacionais pelo LIGO nos observatórios em Hanford (esquerda) e Livingston (direita), comparados com o sinal previsto teoricamente

Ondas gravitacionais são perturbações na curvatura do espaçotempo que se propagam como ondas na velocidade da luz, geradas por certas interações gravitacionais e se propagando para longe de sua fonte de origem. Astronomia de ondas gravitacionais é um ramo emergente da astronomia observacional que buscar detectar ondas gravitacionais para coletar dados sobre objetos como sistemas binários compactos compostos por anãs brancas, estrelas de nêutrons e buracos negros; e eventos como supernovas, e a evolução do universo pouco depois do Big Bang.
Em 2016, LIGO e Virgo anunciaram a primeira detecção de ondas gravitacionais, originadas da fusão de um par de buracos negros. Em 15 de junho de 2016, uma segunda detecção de ondas gravitacionais de buracos negros fundindo foi anunciada. Em 17 de agosto de 2017, foram detectadas ondas gravitacionais da fusão de duas estrelas de nêutrons, produzindo a primeira fonte de ondas gravitacionais confirmada por observações visuais. Além do LIGO, muitos outros detectores de ondas gravitacionais estão em construção.

### Outras áreas
Os cosmólogos também estudam:
- Se buracos negros primordiais existiram no universo, e o que aconteceu com eles.[54]
- Detecção de raios cósmicos com energia acima do limite GZK,[55] e se isso é um sinal de falha da relatividade especial em energias altas.
- O princípio da equivalência,[21] se a teoria da relatividade geral é a teoria correta de gravitação,[56] e se as leis fundamentais da física são iguais em todo o universo.[57]
- A complexidade cada vez maior das estruturas do universo, como o aumento da taxa de densidade de energia.[58]